# Voschod (nosná raketa)
Voschod (rusky Восход) byla sovětská třístupňová kosmická raketa odvozená z mezikontinentální balistické rakety R-7A. Raketa Voschod vynesla například pilotované kosmické lodě Voschod 1 a Voschod 2, především se ale používala k vypouštění druhé generace fotoprůzkumných družic Zenit.
V letech 1963 až 1976 se uskutečnilo 300 startů této rakety. Nosnost je téměř 6 000 kg na nízkou oběžnou dráhu. První dva stupně jsou převzaty z R-7A. Ve třetím stupni je čtyřkomorový raketový motor RD-108 o tahu 294 kN. Jedná se vlastně o raketu Molnija bez čtvrtého stupně.

## Další nosiče
Na základě rakety R-7A byly vyvinuty různé modifikace, které sloužily jako nosné rakety pro potřeby sovětské a později ruské a světové kosmonautiky:
- Vostok
- Molnija
- Poljot
- Sojuz